# Jerônimo Mazzarotto
Jerônimo Mazzarotto (ur. 11 kwietnia 1898 w Kurytybie, zm. 23 maja 1999) – brazylijski duchowny katolicki, biskup pomocniczy Kurytyby w latach 1957-1970.

## Życiorys
Święcenia kapłańskie otrzymał 24 kwietnia 1921 i inkardynowany został do archidiecezji Kurytyba.
29 kwietnia 1957 papież Pius XII mianował go biskupem pomocniczym Kurytyby. Otrzymał wówczas biskupią stolicę tytularną Arsinoë in Arcadia. Sakry udzielił mu ówczesny nuncjusz apostolski w Brazylii abp Armando Lombardi. Na emeryturę przeszedł 8 maja 1970.
Przez dwa ostatnie miesiące życia był najstarszym żyjącym biskupem katolickim.